# Igor Kornet
Igor Aleksandrowicz Kornet (ros. И́горь Александрович Корнет, ukr. Ігор Олександрович Корнет, Ihor Aleksandrowicz Kornet; ur. 29 kwietnia 1973 w Woroszyłowgradzie, dziś Ługańsk) – ukraiński milicjant, funkcjonariusz publiczny i separatysta, od 2014 minister spraw wewnętrznych Ługańskiej Republiki Ludowej.
Urodził się w rodzinie oficera armii radzieckiej. W 1989 ukończył szkołę, uczył się później w szkole wojskowej. Od 1993 do 1999 był milicjantem, następnie do 2014 pracował jako oficer śledczy w Ministerstwie Spraw Wewnętrznych Ukrainy.
W 2014 przyłączył się do separatystów w Donbasie, w związku z czym jest ścigany przez ukraińską prokuraturę. Kierowano przeciw niemu podejrzenia o zamach na Igora Płotnickiego z 6 sierpnia 2016, obwiniał go o skrytobójcze zamordowanie Giennadija Cypkałowa. Od 2016 Rosjanie prowadzą śledztwo, w którym jest podejrzewany o udział w morderstwie obywatela Rosji Artioma Bułgakowa. Objęty zakazem wjazdu na teren USA.
Początkowo objął funkcję wicemiministra spraw wewnętrznych ŁRL, od 29 sierpnia 2014 został ministrem. 20 listopada 2017 prezydent Igor Płotnicki odwołał go ze stanowiska oficjalnie ze względu na bezprawne zajęcie nieruchomości w 2014, ale ten odmówił jego opróżnienia. To zdarzenie stało się przyczyną wojskowego puczu, który obalił Płotnickiego. Kornet widziany jest jako sojusznik puczysty Leonida Pasiecznika i tym samym generała FSB Siergieja Biesiedy.
Dwukrotnie żonaty, z pierwszego małżeństwa ma córkę Marinę, studentkę prawa we Lwowie, z drugiego syna Cyryla i córkę Ksenię.